# Муниципальное образование «Баяндай»
Муниципальное образование «Баяндай» — муниципальное образование со статусом сельского поселения в 
Баяндаевском районе Иркутской области России. Административный центр — Баяндай.

## Демография
По результатам Всероссийской переписи населения 2010 года 
численность населения муниципального образования составила 2672 человека, в том числе 1253 мужчины и 1419 женщин.

## Населенные пункты
В состав муниципального образования входят населенные пункты
- Баяндай[2]